# Ausztria császára

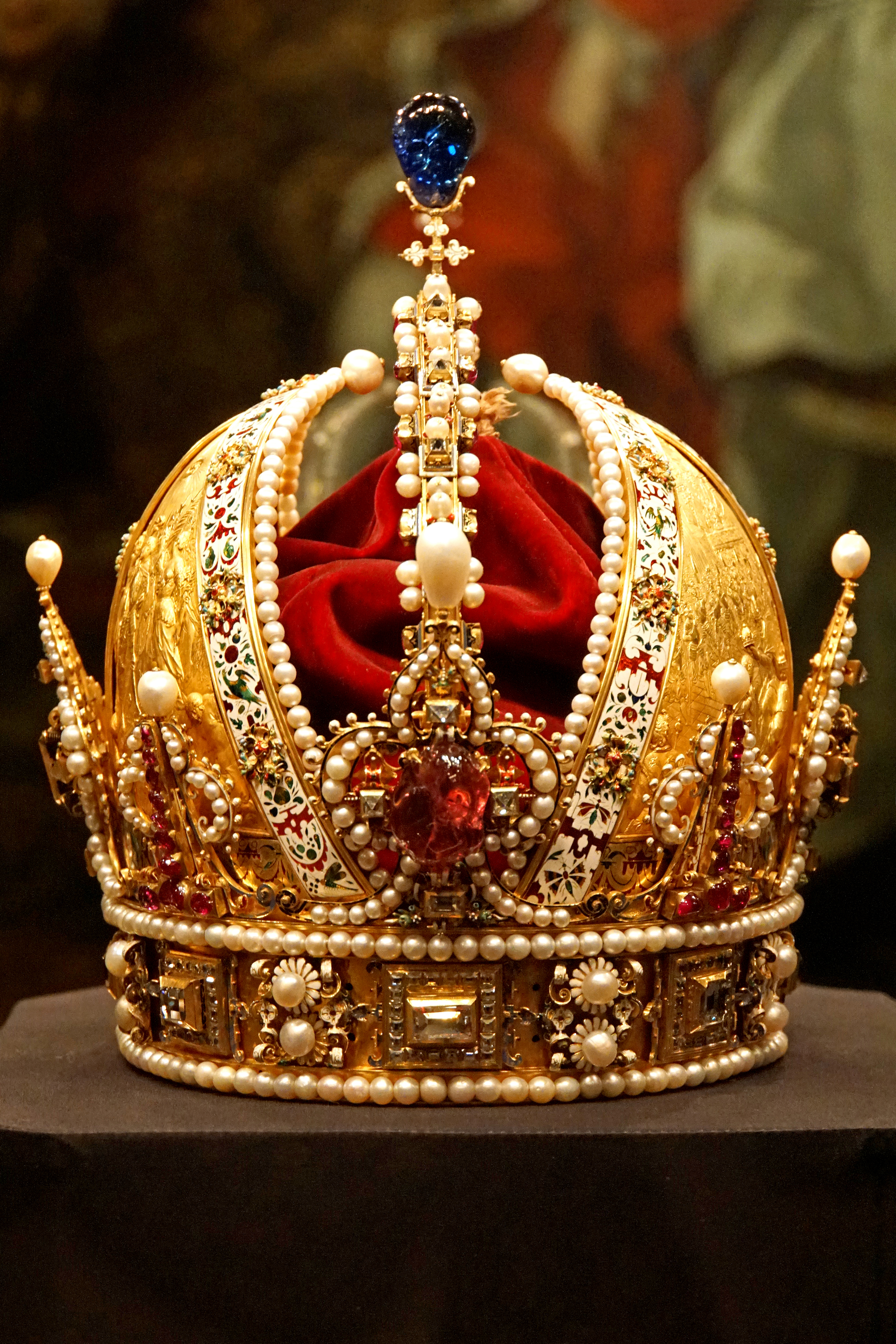
Ausztria császári koronája a bécsi Hofburg kincstárában

Ausztria császára vagy az osztrák császár (németül: Kaiser von Österreich) a Habsburg Birodalom, majd az Osztrák–Magyar Monarchia uralkodója volt. Az címet 1804-ben, Ausztria örökös Osztrák Császársággá alakításakor vette föl Habsburg–Lotaringiai II. Ferenc, az utolsó  német-római császár, aki I. Ferenc néven lett Ausztria első császára, köznyelven az első osztrák császár. Az államjogi aktus célja az volt, hogy Ferenc azonos szintű uralkodóként léphessen fel az újonnan keletkezett Francia császárság uralkodójával, I. Napóleonnal szemben. Ausztriát és a Habsburg-ház Ausztriával egybefüggő birtokait 1867-ig Habsburg Monarchiának vagy Habsburg Birodalomnak is nevezték.
I. Ferenc, az első osztrák császár (II. Ferenc néven) a német-római császári címet is viselte 1806-ig, amikor – I. Napóleon francia császár követelésére – a Német-római Birodalom, és vele a német-római császári cím, hivatalosan („de jure”) is megszűntek. Ekkorra a Német-római Birodalom ténylegesen („de facto”) már nem létezett, mert Napóleon azt különálló királyságokra bontotta, amelyeknek élére saját rokonait vagy hozzá hű uralkodókat helyezett.
A magyar királyok – azaz Magyarország királyainak – névsora ebben a korban azonos az osztrák császárok névsorával. Csak az uralkodói sorszámok eltérőek, attól függően, hogy osztrák császárként, magyar vagy cseh királyként címezték az illető uralkodót.
Az 1867-es kiegyezéssel az Osztrák Császárság átalakult duális államszerkezetű perszonálunióvá. Az Osztrák–Magyar Monarchia egyik tagállama az Ausztriai Császárság (azaz a „Birodalmi Gyűlésben Képviselt Tartományok” vagy Ciszlajtánia), másik tagállama a Magyar Királyság (azaz a „Magyar Korona Országai”, vagy Transzlajtánia) voltak. A közös uralkodó (rövid formájú) címe „császár és király”-ra („Kaiser und König”) módosult. A közös állami dokumentumok, intézmények neve előtt emiatt állt a „császári és királyi” minősítés, rövidítve „cs. és kir”, németül „k. u. k.”.
Az Osztrák–Magyar Monarchia (németül: Österreich-Ungarn), és benne az Ausztriai (vagy Osztrák) Császárság 1918-ig állt fenn. Az első világháborút követő forradalmak után az első Osztrák Köztársaság (1918–1938) parlamentje kimondta a monarchia megszűnését, a Habsburg–Lotaringiai-család trónfosztását, az uralkodó család tagjainak örökös száműzetését, amelyet a második Osztrák Köztársaság (1945–) parlamentje csak az 1990-es években enyhített.

## A császár címei
A teljes lista (a Lombardia 1859-es és Velence 1866-os elvesztése után):
- Ausztria császára
- Magyarország apostoli királya
- Horvátország királya
- Csehország királya
- Dalmácia királya
- Szlavónia királya
- Galícia és Lodoméria királya
- Illíria királya
- Jeruzsálem királya
- Ausztria uralkodó főhercege
- Toszkána nagyhercege
- Krakkó nagyhercege
- Lotharingia, Salzburg, Stájerország, Karintia és Bukovina hercege
- Erdély nagyfejedelme
- Morvai őrgróf
- Felső- és Alsó-Szilézia, Modena, Parma, Piacenza és Guastalla, Auschwitz és Zator, Teschen, Friuli, Raguza és Zára hercege
- Habsburg, Tirol, Gorizia és Gradisca hercegi grófja
- Trent és Brixen hercege
- Isztria őrgrófja
- Hohenems grófja
- Feldkirch, Bregenz, Sonnenberg, Trieszt és Kotor ura
- A Vajdaság nagyvajdája
- Az Aranygyapjas rend uralkodója

## A császári ház és udvar
A császár tisztségét a világi pápasághoz hasonlították, ezért az volt az általános cél, hogy az uralkodó legfelsőbb fenségét és méltóságát demonstrálják alattvalói és más uralkodók és országok előtt. Az ő és környezetének életét mindvégig nagyon szigorúan szabályozták.

### Az uralkodóház
A Habsburg-ház tagjai automatikusan főhercegi és főhercegnői (Erzherzog vagy Erzherzogin) tiszteletbeli címmet kaptak. Állandó lakhelyüket és külföldi utazásaikat magának a császárnak kellett jóváhagynia.
Aki a Habsburg-dinasztia főhercegével vagy főhercegnőjével akart összeházasodni, annak uralkodó vagy korábban uralkodó házból kellett származnia, ahogyan azt a Familienstatut des Allerhöchsten Herrscherhauses, a Legfőbb uralkodóház családi statútumában, I. Ferdinánd által 1839-ben kiadott statútum előírja. Ellenkező esetben a házasság „baloldali” lenne, amelyet morganatikus házasságnak neveznek, kizárva a pár leszármazottait a Habsburg-házból. (Ilyen helyzet problémái akkor merültek fel, amikor Ferenc Ferdinánd osztrák főherceg, a trón feltételezett örököse 1900-ban feleségül vett egy egyszerű grófnőt).

### A császári udvar
A császár háztartását, személyes tisztjeit és a helyiségeket, ahol dolgoztak, Hofnak ("udvarnak") nevezték. A császári udvart irányító négy legmagasabb tisztségviselő, akik a Birodalom legfelsőbb nemesei közül kerültek ki:
- a nagymester (Obersthofmeister)
- a nagy marsall (Obersthofmarschall)
- a nagykamarás (Oberstkämmerer)
- az istállómester (Oberststallmeister)[1]

A császári udvar a következő intézményeket irányította:
- A bécsi császári palota (Hofburg): Ausztria császárai ennek a hatalmas palotának egyik részében alakították ki mindennapi rezidenciájukat
- A hofburgi birodalmi kincstár: A császári koronaékszereket őrizték itt
- A Császári Udvari Könyvtár: ma Osztrák Nemzeti Könyvtár
- Császári rezidenciák Bécsen kívül, mint a Schönbrunni kastély (a terület 1892-ben került be a bécsi városrészbe)
- Az udvar hintógyűjteménye (ma Wagenburg a Schönbrunni kastélykertben)
- A Burgtheater és a Staatsoper
- A Császári Kripta: a bécsi kapucinus templom és kolostor alatt, ahol Ausztria négy császára közül hármat temettek el (I. Károlyt utolsó száműzetésén, Madeirán temették el).

## A közös és nem közös intézmények rövidítései
A Kaiserlich und Königlich (K. u. K., jelentése "császári és királyi") kifejezést egy 1889. október 17-i levélben rendelték el a hadseregre, a haditengerészetre és a monarchia mindkét része által megosztott intézményekre. A ciszlajtániai intézmények a Kaiserlich-Königlich (KK, azaz „császári-királyi” kifejezést, pl. K.K. Österreichische Staatsbahnen, Császári Királyi Osztrák Államvasutak).

## Ausztria császárai
| Portré                   | Címer                    | Uralkodó                                            | Uralkodása                                                     | Születése Halála Nyughelye | Uralkodói Monogram       |
| Habsburg–Lotaringiai-ház | Habsburg–Lotaringiai-ház | Habsburg–Lotaringiai-ház                            | Habsburg–Lotaringiai-ház                                       | Habsburg–Lotaringiai-ház | Habsburg–Lotaringiai-ház |
| ------------------------ | ------------------------ | --------------------------------------------------- | -------------------------------------------------------------- | --- | ------------------------ |
|                          |                          | I. Ferenc Ausztria 1. császára                      | 1804. augusztus 11. ┃ 1835. március 2. (30 év, 203 nap)        | 1768. február 12. Firenze, Toszkánai Nagyhercegség 1835. március 2. (67 évesen) Bécs, Osztrák Császárság Császári kripta, Bécs                   |                          |
|                          |                          | I. Ferdinánd Ausztria 2. császára                   | 1835. március 2. ┃ 1848. december 2. lemond (13 év, 275 nap)   | 1793. április 19. Bécs, Habsburg Birodalom 1875. június 29. (82 évesen) Prága, Osztrák–Magyar Monarchia Császári kripta, Bécs                    |                          |
|                          |                          | I. Ferenc József Ausztria 3. császára               | 1848. december 2. ┃ 1916. november 21. (67 év, 354 nap)        | 1830. augusztus 18. Bécs, Osztrák Császárság 1916. november 21. (86 évesen) Bécs, Osztrák–Magyar Monarchia Császári kripta, Bécs                 |                          |
|                          |                          | boldog I. Károly Utolsó Károly Ausztria 4. császára | 1916. november 21. ┃ 1918. november 11. lemond (1 év, 360 nap) | 1887. augusztus 17. Persenbeug-Gottsdorf, Osztrák–Magyar Monarchia 1922. április 1. (34 évesen) Funchal, Portugália Miasszonyunk temploma, Monte |                          |

## A Habsburg-Lotaringiai-ház fejei (1918 óta)
I. Károly nem trónkövetelőnek, hanem Ausztria uralkodójának tekintette magát, míg az Osztrák Köztársaság 1919-es Habsburg-törvénye "a korona egykori hordozójának" (der ehemalige Träger der Krone) nem nevezte. Fia, Habsburg Ottó, aki korábbi, Ausztrián kívül az osztrák főhercegi címet használta, a köztársaság hűséges polgárának vallotta magát, hogy Ausztriába beléphessen; 1961-től már nem tartotta magát trónkövetelőnek. Ottó fia, Károly soha nem nevezte magát Ausztria jogos uralkodójának.
- I. Károly (1918. november 11. – 1922. április 1.)
- Habsburg Ottó (1922. április 1. – 2007. január 1.)
- Habsburg Károly (2007. január 1. – jelenleg)
  - Örökös: Habsburg Ferdinánd Zvonimir